# Santa María de Roncesvalles
La imagen de Santa María de Roncesvalles es una talla gótica de madera policromada cubierta con plata elaborada en Toulouse en la primera mitad del siglo XIV y representando a la Virgen María sedente mirando a un Niño Jesús sobre su pierna izquierda, sostenido con el brazo izquierdo, que busca también la mirada de la madre. La composición rompe con las habituales donde tanto madre como hijo son mostrados impasibles en actitudes frontales y simétricas con María sirviendo de asiento a Jesús. El trono se asienta sobre una peana adornada con cinco relieves donde se muestra a San Miguel luchando con el dragón, a San Pedro y San Pablo, y dos ángeles ceroferarios mostrando todos estos relieves un marco formado por aquerías apuntadas trilobuladas.
Está conservada en la iglesia de la Real Colegiata de Santa María de Roncesvalles. Dado su excepcional valor «fue declarada Bien de Interés Cultural por decreto foral 65/1999, de 1 de marzo» estando igualmente «valorada como pieza clave del arte y la devoción en Navarra y Baja Navarra (Francia).»

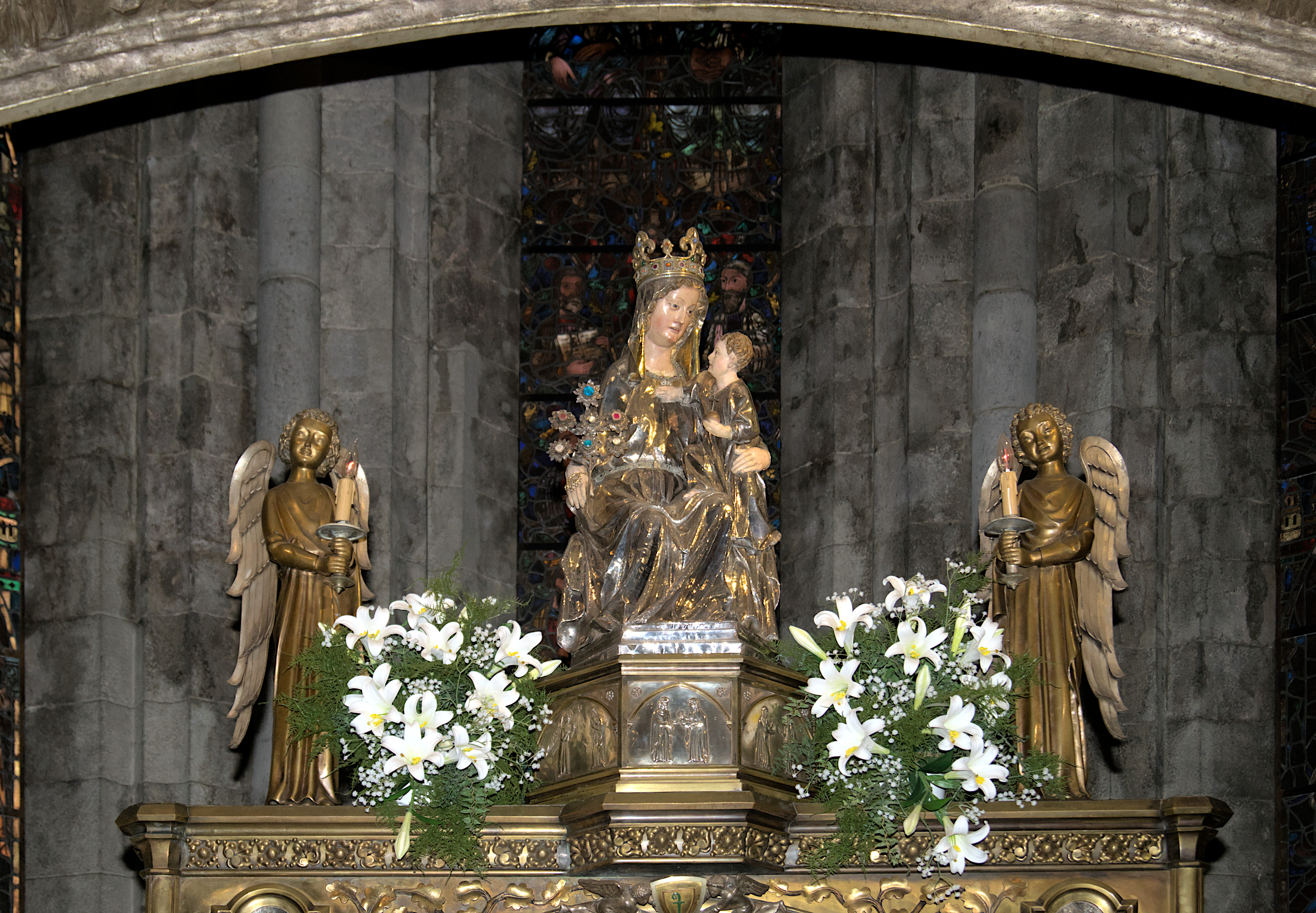
Un primer plano de la escultura donde se aprecian los relieves de su peana.

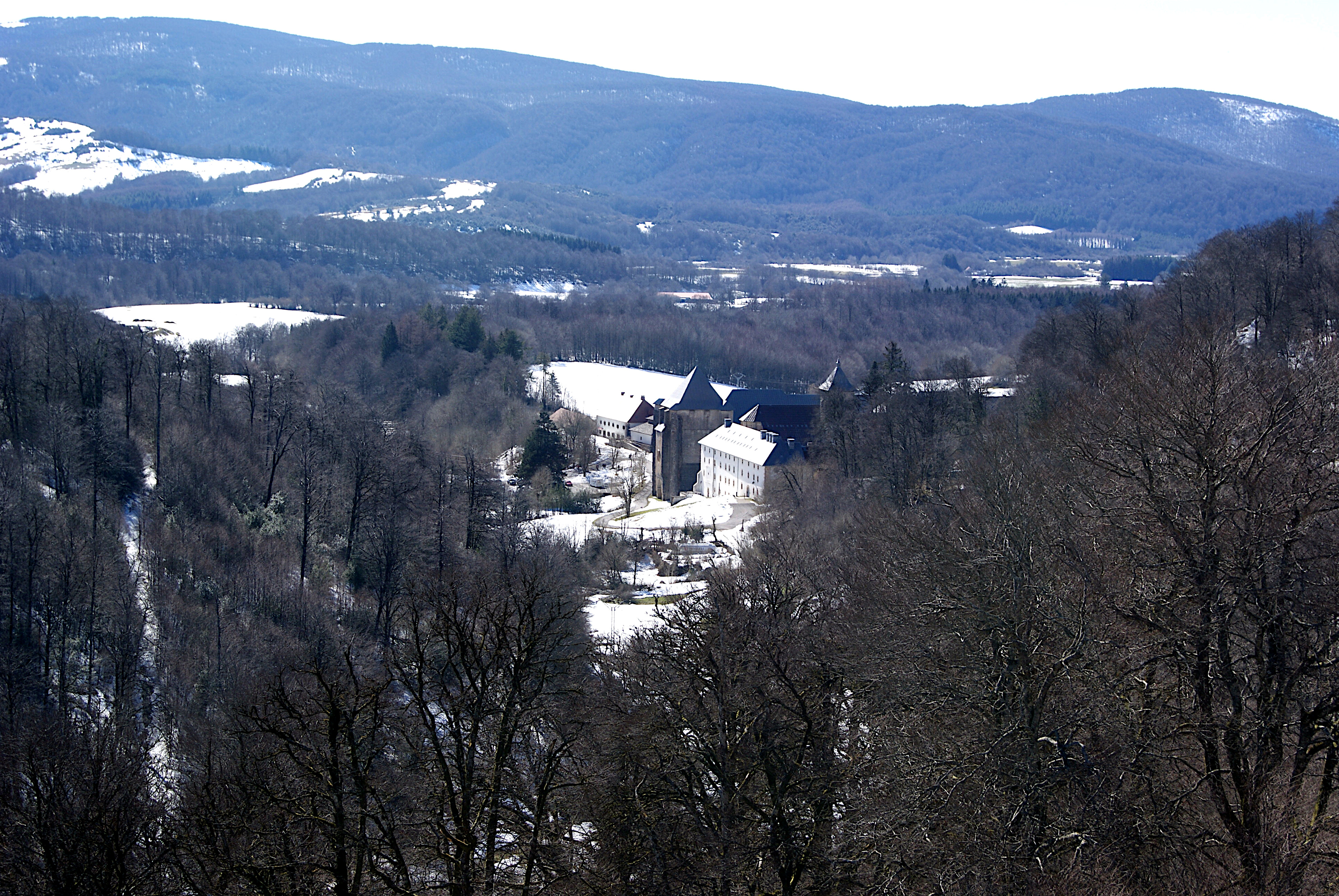
Vista de la Colegiata desde el Alto de Ibañeta

## Talla
Es una talla de 90 cm de altura que fue elaborada en madera recubierta con una fina chapa de plata. La corona, colocada en 1960, mide 11,5 cm y las dimensiones de la peana son de 8 x 24 x 39 cm. Está elaborada con madera tallada y policromada «recubierta con chapa de plata en su color y plata dorada, filigrana de plata, piedras preciosas y semipreciosas, y vidrio coloreado en cabujón. De estilo gótico y autor desconocido, si bien se sabe que pertenece a la escuela francesa y ha sido realizada en Toulouse (Francia).»
En la parte dorsal del trono se encuentra la siguiente inscripción medio borrosa: "...[fec]it fieri Thole ad ho[norem]..." (en español, "...mandó que se hiciese en Toulouse en honor..."). Se sabe que existían fuertes vínculos entre el Hospital de la Caridad de Roncesvalles y aquella ciudad francesa. Para la profesora Fernández-Ladreda, especialista en imaginería mariana navarra, la autoría se podría vincular al maestro de Rieux, aunque faltan indicios fehacientes además de faltar composiciones similares que sustenten la idea. Por otro lado el encargo de la obra lo pudo hacer el prior de Roncesvalles García Ibáñez de Viguria (1327-1346), figura que promovió también el claustro del desaparecido hospital y la sala capitular conocida como la Capilla de San Agustín, en donde está enterrado.
Siendo una obra francesa de la primera mitad del siglo XIV resulta una pieza mixta excepcional «pues en Francia la moda de las imágenes lígneas recubiertas con metal se extingue con el románico.» Parece ser que, aún siendo una obra gótica «se tuvieron más en cuenta los gustos y modas del país destinatario que los del productor.»
La innovación de la composición, «respecto a las tallas marianas navarras anteriores», radica en «la posición de la cabeza y la de las piernas» que hasta entonces «se mantenía siempre frontal y erguida con la mirada fija ante ella y las piernas paralelas o convergentes» rompiendo así una «frontalidad y simetría de la figura de María, no vista en la imaginería mariana navarra» anterior a esta obra.

### Restauraciones
En 2010, coincidiendo con Año Jacobeo y con el 50 aniversario de la coronación canónica la escultura fue sometida a varias tareas de restauración.

### Imágenes derivadas
Como ocurre con otras efigies marianas medievales de Navarra, la Virgen de Roncesvalles dio paso a otras claramente inspiradas en ella como la Virgen de Janáriz, de Lizoáin, actualmente conservada en la Iglesia de Santiago de Pamplona (en la Chantrea). Otros casos se encontrarían en las imágenes marianas de «Artanga (Urraúl Alto), Turrillas (Izagaondoa) y Urroz de Santesteban (Alto Bidasoa).» A todas ellas se añadiría la Virgen del Tesoro (Roncesvalles) que «es la única que ha conservado los dos rasgos más excepcionales del modelo: la cubierta metálica y la decoración figurada del trono.»

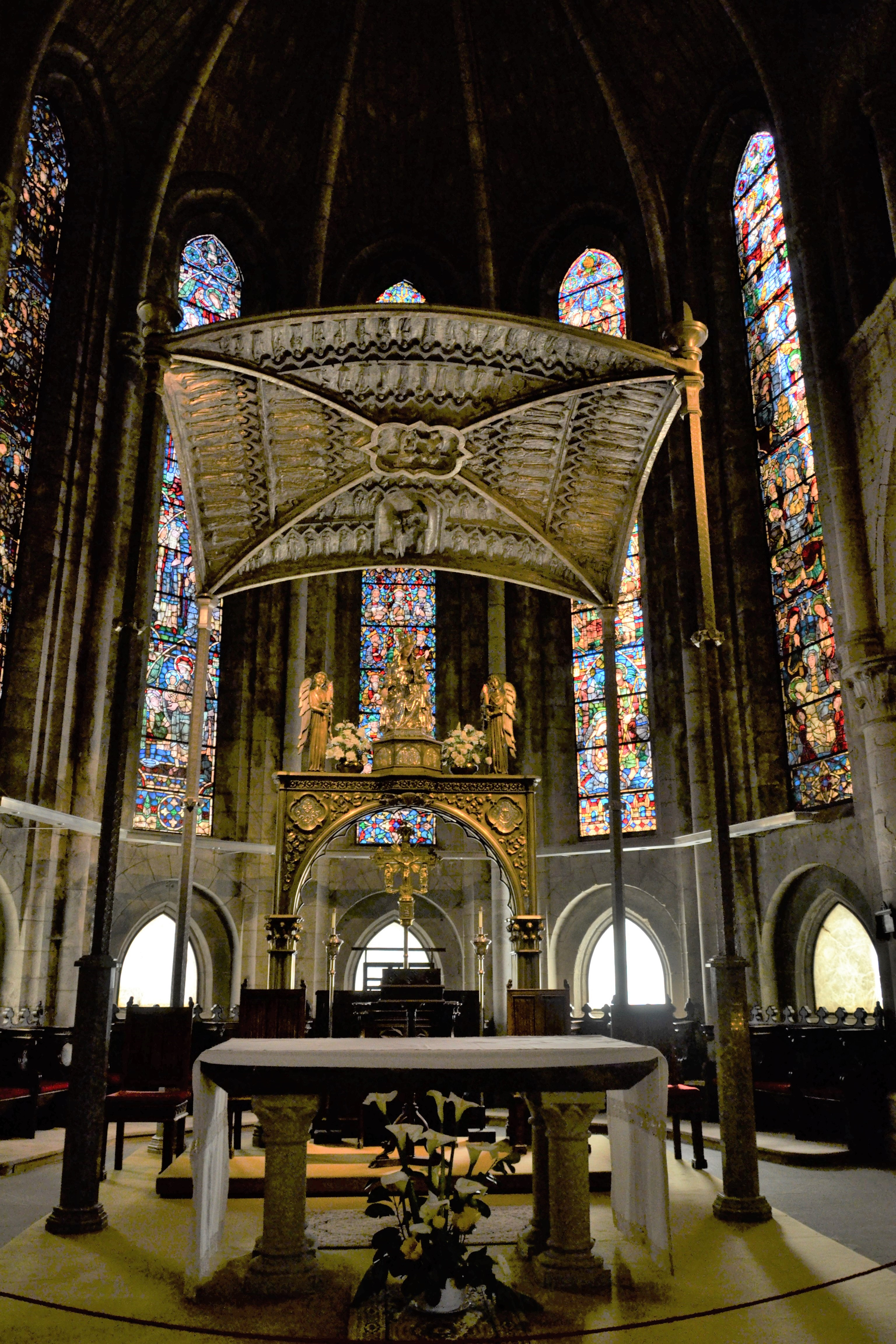
Imagen de la Virgen de Roncesvalles presidiendo el altar de la iglesia de la Colegiata

## Leyenda
Su leyenda está vinculada al Camino de Santiago. En líneas generales la historia narrada, similar a otra leyendas marianas, se basa en la aparición milagrosa de la talla cuando un pastor, bebiendo agua de una fuente, observó a un ciervo cuya cornamenta se iluminó con pequeñas estrellas revistiendo la escena de un hálito sobrenatural que movió al pastor a acercarse al animal. En el momento de aproximarse sonó una música angelical dejando impresionado al pastor que corrió a compartir la noticia con sus vecinos. Durante varias noches seguidas se repitió la escena pero esta vez en presencia de los curiosos vecinos que, alterados por lo vivido, decidieron contárselo al obispo de Pamplona. El prelado, que lo recibió, no dio crédito al relato hasta que, una vez acostado, fue despertado por una figura angelical que le confirmó la autenticidad del relato del pastor. Movido por todo ello, y acompañado de una comitiva, se presentó en el lugar de los hechos y ordenó excavar junto a la fuente. La sorpresa vino cuando apareció la imagen de plata de madre e hijo reluciendo bajo la luz de las antorchas. Existe en Roncesvalles una Fuente de los Ángeles cercana a la colegiata que, según afirma la tradición, se corresponde con el lugar donde se desarrollaron estos acontecimientos.

## Veneración
Santa María de Roncesvalles, nombrada a menudo como la Reina del Pirineo, cuenta con el mayor número de cofrades de Navarra. En la primavera, durante varios domingos sucesivos, recibe numerosos romeros de las localidades españolas cercanas, y en septiembre otro tanto con las localidades francesas.
La imagen fue coronada canónicamente el 8 de septiembre de 1960. Ha sido una figura estudiada abundantemente y «es la imagen navarra de la que se conservan descripciones más antiguas.»